# Kalinikos Kreannga
Kalinikos Kreannga, gr. Καλλίνικος Κρεάνγκα (ur. 8 marca 1972 w Bystrzycy) – grecki tenisista stołowy, pochodzenia rumuńskiego, Członek kadry narodowej i olimpijskiej mężczyzn tenisa stołowego w Grecji. Zawodnik francuskiego klubu tenisa stołowego G.V. Hennebont. Jest sponsorowany przez japońską firmę tenisa stołowego Butterfly. Jest to jeden z najbardziej rozpoznawalnych tenisistów stołowych w Europie i na świecie, ze względu na charakterystyczną, bezkompromisową grę (bardzo mocne i pewne zagrania z każdej piłki, w szczególności ze strony backhandowej). Od stycznia 2001 zaczął znajdować się w ścisłej 20 na świecie i jest w niej do dziś..Obecnie najlepszy tenisista stołowy w Grecji i jeden z najlepszych w Europie.
- Miejsce w światowym rankingu ITTF: 877.
- Styl gry: praworęczny, obustronny atak topspinowy w półdystansie, z nastawieniem na siłę i regularny atak
- rodzaj trzymania rakietki: europejski

Sprzęt
- Deska: Deska specjalna, niedostępna w sprzedaży
- Okładziny: Bryce Speed Fx (grubość podkładu: 2.1mm; po obu stronach)

## Osiągnięcia
- Zwycięzca turnieju Europa Top 12 w 2011 roku
- 4. miejsce w turnieju o Puchar Świata w grze pojedynczej w 2008
- Zwycięzca turnieju Dunlop Masters w 2008
- Zwycięzca turnieju English Table Tennis Masters w 2008
- Brązowy medalista Mistrzostw Europy w grze pojedynczej w 2005
- Srebrny medalista Mistrzostw Europy w grze podwójnej w parze z Uładzimirem Samsonau w 2005
- Brązowy medalista Mistrzostw Świata w grze pojedynczej w 2003
- Srebrny medalista Mistrzostw Europy w grze pojedynczej w 2002
- Zwycięzca turnieju Santiago Open w 2004
- Wielokrotny mistrz Grecji w grze pojedynczej